# Macrosiphoniella cymbariae
Macrosiphoniella cymbariae är en insektsart. Macrosiphoniella cymbariae ingår i släktet Macrosiphoniella och familjen långrörsbladlöss. Inga underarter finns listade i Catalogue of Life.